# Елизаров, Николай Михайлович (дипломат)
Николай Михайлович Елизаров (1 мая 1937, Тамбов, СССР — 7 июля 2020) — советский и российский дипломат. Чрезвычайный и полномочный посол (1992).

## Биография
В 1949—1955 годах обучался в Тамбовском суворовском военное училище. С 1955 года учился в Московском военном училище им. Верховного Совета РСФСР, служил в в/ч 61605 (Вышний Волочёк), затем был демобилизован.
В 1958—1971 годах — на комсомольской работе: с декабря 1958 года — инструктор, с декабря 1961 года — первый секретарь Орехово-Зуевского ГК ВЛКСМ. С октября 1963 года — инструктор, затем ответорганизатор организационного отдела ЦК ВЛКСМ. С августа 1965 года — второй секретарь ЦК ЛКСМ Таджикской ССР. С марта 1969 года — заместитель заведующего отделом ЦК ВЛКСМ
по связям с Союзами молодежи социалистических стран.
В 1966 окончил Саратовский политехнический институт (заочно). Был депутатом Орехово-Зуевского городского совета, депутатом Верховного Совета Таджикской ССР.
- В 1971—1974 годах обучался в Высшей дипломатической школе.
- В 1974—1979 годах — первый секретарь посольства СССР в Аргентине.
- В 1979—1982 годах — заведующий сектором отдела Латинской Америки МИД СССР.
- В 1982—1989 годах — советник-посланник посольства СССР в Колумбии.
- В 1989—1992 годах — заместитель, первый заместитель начальника главного управления кадров и учебных заведений МИД СССР и России.
- С 24 января 1992 по 25 августа 1997 года — чрезвычайный и полномочный посол Российской Федерации в Венесуэле и Доминиканской Республике по совместительству[2][3].
- В 1997—1999 годах — директор Департамента консульской службы, член Коллегии МИД России.
- В 1999 году — посол по особым поручениям МИД России.
- С 14 октября 1999 по 25 марта 2004 года — чрезвычайный и полномочный посол Российской Федерации в Коста-Рике и Гватемале по совместительству[4][5].

С апреля 2004 года — в отставке.
Автор журнальных статей по международной и консульской тематике, страноведению.

## Семья
Жена — Елизарова Зоя Фёдоровна. Сыновья — Николай и Алексей. Дочь София. Внучки — Полина, Ксения, Александра.

## Награды
- Орден Франсиско Миранды I класса (Венесуэла)
- Почётный гражданин города Котовск
- Заслуженный работник дипломатической службы Российской Федерации (11 июня 2012) — За большой вклад в реализацию внешнеполитического курса Российской Федерации и многолетнюю добросовестную работу[7]

## Дипломатический ранг
- Чрезвычайный и полномочный посол (24 января 1992)[8]

## Владение иностранными языками
Владел испанским и английским языками.